# Méliphage de Macleay
Xanthotis macleayanus
Espèce
Statut de conservation UICN

 LC  : Préoccupation mineure
Le Méliphage de Macleay (Xanthotis macleayanus) est une espèce de passereaux méliphages de la famille des Meliphagidae.

## Répartition
Il fréquente les montagnes de l'est de la péninsule du cap York (Australie).

## Habitat
Il habite les forêts sèches tropicales et subtropicales et les forêts humides tropicales et subtropicales de basse altitude.